# Rumah Berastagi
Rumah Berastagi is een bestuurslaag in het regentschap Karo van de provincie Noord-Sumatra, Indonesië. Rumah Berastagi telt 7755 inwoners (volkstelling 2010).